# Orculella franciscoi
Orculella franciscoi is een slakkensoort uit de familie van de Orculidae. De soort is endemisch op het eiland Dia in Griekenland.
De wetenschappelijke naam Orculella franciscoi is voor het eerst geldig gepubliceerd in 2004 door Gittenberger & Hausdorf.